# Anne Cullerre
Anne Cullerre, née le 9 décembre 1957 à La Roche-sur-Yon, est une militaire française. Vice-amiral, elle est commandant supérieur des forces armées en Polynésie française du 1er septembre 2012 au 1er septembre 2014, puis sous-chef d'état-major Opérations aéronavales à l'état-major de la Marine nationale de 2014 à 2016.

## Biographie

### Formation
Anne Cullerre étudie les langues étrangères à l'université. Peu intéressée par ces études, elle passe le concours des corps techniques et administratifs des armées. Admise en 1981 à l'École d'administration de la marine (EAM) implantée à Cherbourg, elle devient officier du corps technique et administratif de la Marine (OCTAM).

### Carrière militaire
Versée dans le corps des officiers de marine, l'enseigne de vaisseau Anne Cullerre occupe des postes d'encadrement, successivement au centre d'instruction naval de Querqueville près de Cherbourg, au lycée naval de Brest et au centre d'entraînement et d'instruction des sous-marins nucléaires lanceurs d'engins (depuis renommé École de navigation sous-marine de Brest).
Elle est promue lieutenant de vaisseau le 20 novembre 1989. 
En 1993, l'école navale est ouverte aux femmes, ce qui permet pour la première fois à ces dernières de servir à la mer, sur des bâtiments de surface. Anne Cullerre fait partie des volontaires pour ce service et, après une formation adéquate de chef de quart à l'école militaire de la flotte,, elle est affectée en tant que chef du quart passerelle sur la frégate de lutte anti-sous-marine Latouche-Tréville. Le lieutenant de vaisseau Cullerre est la plus gradée du groupe des vingt-quatre jeunes femmes qui embarquent sur ce bâtiment en juillet 1993,.
En juillet 1995, elle devient officier en second du bâtiment océanographique D'Entrecasteaux.
Anne Cullerre est promue capitaine de corvette le 1er août 1996. Elle prend le 11 juillet 1997 le commandement du Lapérouse, un bâtiment hydrographique de la marine nationale française long de 60 mètres. Ce commandement à la mer est suivi, de 1998 à 1999, par celui, à terre, du Service ouvrages, cartes et instruments, Documents centralisés (OCI/DC), de Brest.
En septembre 1999, elle entre au Collège interarmées de défense (depuis renommé École de guerre).
Promue capitaine de frégate le 1er août 2000, elle prend le 25 juillet 2001 le commandement du bâtiment océanographique D'Entrecasteaux. Ce bâtiment intervient notamment dans le Golfe de Gascogne pour coordonner les opérations de dépollution lancées en 2003 à la suite du naufrage du pétrolier Prestige. 
En septembre 2003, Anne Cullerre est nommée commandant en second du service d'informations et de relations publiques des armées (Sirpa). En 2005, elle dirige la division opérations à l'état-major interarmées des Forces armées aux Antilles (FAA) et y conduit des actions contre le trafic de stupéfiants.
Promue capitaine de vaisseau en octobre 2006, elle est affectée en 2007 au Centre de planification et de conduite des opérations (CPCO) de (EMA), où elle assume les fonctions de chef du bureau J7 chargé de l'entraînement, des exercices et des retours d’expériences.
En 2009, elle devient chef d'état-major (de l'état-major interarmées) auprès de l’amiral commandant la zone maritime de l’océan Indien (ALINDIEN), embarqué à bord du bâtiment de commandement et de ravitaillement (BCR) Somme, et participe à ce titre à la lutte contre la piraterie dans l'océan Indien,. L'année suivante, elle est en poste à Bahreïn, à l'état-major de la Combined Maritime Force (CMF - état-major du commandement des forces maritimes interalliées) comme directeur "Plans". De retour en France, elle rejoint l'état-major des armées le 1er septembre 2011, et y exerce la fonction de chef du bureau Asie-Pacifique.       
Après avoir servi sur plusieurs bâtiments et avoir commandé à la mer deux de ces unités, ainsi qu'avoir exercé des fonctions opérationnelles diverses, elle est nommée contre-amiral le 1er septembre 2012, pour prendre rang le jour même, se trouvant être ainsi, après Chantal Desbordes, la 2de femme à atteindre un grade d'officier général dans la Marine française.
Anne Cullerre est désignée comme commandant supérieur des Forces armées de la Polynésie française (COMSUP FAPF) à compter du 1er septembre 2012. À ce titre, elle commande également le Centre d'expérimentations du Pacifique (Comcep) et les zones maritimes océan Pacifique et Polynésie française,,, ainsi que la base de défense de Polynésie française. 
Le contre-amiral Bernard-Antoine Morio de L'Isle lui succédera en Polynésie le 11 août 2014.
En septembre 2014, à l'état-major de la marine, elle prend les fonctions de sous-chef d'état-major Opérations aéronavales (OPSAE) et d'autorité de Coordination de la fonction garde-côtes (COFGC).
Elle est promue vice-amiral le 1er mai 2015, devenant alors la femme la plus gradée de toute l'histoire de la Marine nationale française.
Elle quitte ses fonctions en septembre 2016 et la marine le 31 octobre 2016 pour être versée dans la 2e section des officiers généraux.

## Décorations
- Officier de la Légion d'honneur en 2013[27] (chevalier en 2004[28]).
- Commandeur de l'ordre national du Mérite en 2022[29] (chevalier en 2000[30]).
- Officier de l'ordre du Mérite maritime en 2016 (chevalier en 2007)[31].
- Médaille de la Défense nationale, échelon bronze
- Médaille de la jeunesse, des sports et de l'engagement associatif, bronze
- Médaille commémorative française